# 1320-1329
De jaren 1320-1329 (van de christelijke jaartelling) zijn een decennium in de 14e eeuw.

## Gebeurtenissen en trends

### Europa
- 1322 : Slag bij Mühldorf. Lodewijk van Beieren verslaat zijn rivaal voor de Duitse troon Frederik de Schone.
- 1322 : Koning Filips V van Frankrijk sterft, hij wordt opgevolgd door zijn broer Karel IV.
- 1322 : Slag bij Boroughbridge : De baronnen komen in opstand tegen Hugh le Despenser de Jongere, de gunsteling van koning Eduard II van Engeland.
- 1324 : Oorlog van Saint-Sardos. Strijd tussen Frankrijk en Engeland over Guyenne.
- 1325 : Koningin Isabella van Engeland, samen met haar zoon Eduard III, gaat onderhandelen met haar broer Karel IV van Frankrijk. Isabella keert niet terug naar Engeland, maar blijft bij haar geliefde Roger Mortimer in Frankrijk.
- 1326 : Isabella en Mortimer vallen Engeland binnen. Hugh Le Despenser, vader en zoon, worden geëxecuteerd.
- 1327 : Eduard wordt afgezet, even later sterft hij, waarna diens zoon Eduard III koning wordt.
- 1328 : Karel IV van Frankrijk is weliswaar driemaal getrouwd, maar heeft geen mannelijke erfgenamen. Er is nog hoop want zijn derde vrouw Johanna is in verwachting. Als blijkt dat de nakomeling een dochter is, steunen de vazallen de kandidatuur van een andere neef Filips, de zoon van zijn oom Karel van Valois, die dan ook koning wordt. Op die manier komt er een einde aan het bewind van het huis Capet en het begin van het Huis Valois.
- 1328 : Lodewijk van Beieren trekt Rome binnen en laat zich door de invloed van zijn medestanders, de familie Colonna, tot keizer kronen.

#### Lage Landen
- 1322 : Strijd om Bredevoort (1322-1326) is een strijd tussen bisschop Lodewijk II van Münster van het bisdom Münster en Reinald II van Gelre om het bezit van de heerlijkheid Bredevoort.
- 1322 : Graaf Robrecht III van Vlaanderen sterft, hij wordt opgevolgd door zijn kleinzoon Lodewijk I van Vlaanderen.
- 1323 : Vrede van Parijs. Er komt een eind aan de strijd tussen de Avesnes en de Dampierres.
- 1323 : Opstand van Kust-Vlaanderen (1323-1328). Het is een opstand van kerels (boeren) en stedelingen die in het Vlaamse kustgebied plaatsvindt tegen de verhoging van de belastingen opgelegd door Lodewijk.
- 1324 : Margaretha II van Henegouwen, dochter van Willem III van Avesnes huwt met Lodewijk de Beier.
- 1328 : Filippa van Henegouwen, dochter van Willem van Avesnes trouwt met Eduard III van Engeland.
- 1328 : Slag bij Kassel. Een Frans leger verslaat de boerenopstand onder leiding van Nicolaas Zannekin.
- Op Terschelling wordt de eerste Brandaris vuurtoren gebouwd.

### Godsdienst
- 1324 : Lodewijk de Beier wordt door Paus Johannes XXII in de ban gedaan op grond van agressief anti-pauselijk gedrag. Lodewijk wordt hierbij onder meer gesteund door de dissidente Minderbroeders, maar ook door Marsilius van Padua († 1342), die eerder de opvatting heeft verdedigd dat een algemeen concilie boven de paus staat.
- 1329 : De laatste Katharen worden terechtgesteld in Carcassonne.

### Militair
- De bombarde doet zijn intrede in Europa.

### Rusland
- 1328 : Het Grootvorstendom Moskou ontstaat.

### India
- 1320 : De Khaljidynastie wordt vervangen door de Tughluqdynastie.

### Afrika
- 1324 : De Malinese koning Mansa Moussa maakt zijn pelgrimstocht naar Mekkah, spreidt daarbij een fabelachtige rijkdom ten toon en is vrijgevig voor de armen.

## Kunst en cultuur

### Architectuur
- Flamboyante gotiek

### Muziek
- Ars nova (polyfonie), een muziektraktaat van Philippe de Vitry.

<< · 1320 · 1321 · 1322 · 1323 · 1324 · 1325 · 1326 · 1327 · 1328 · 1329 · >>
<< · 1300-1309 · 1310-1319 · 1320-1329 · 1330-1339 · 1340-1349 · 1350-1359 · 1360-1369 · 1370-1379 · 1380-1389 · 1390-1399 · >>